# Emissionsrechtehandel

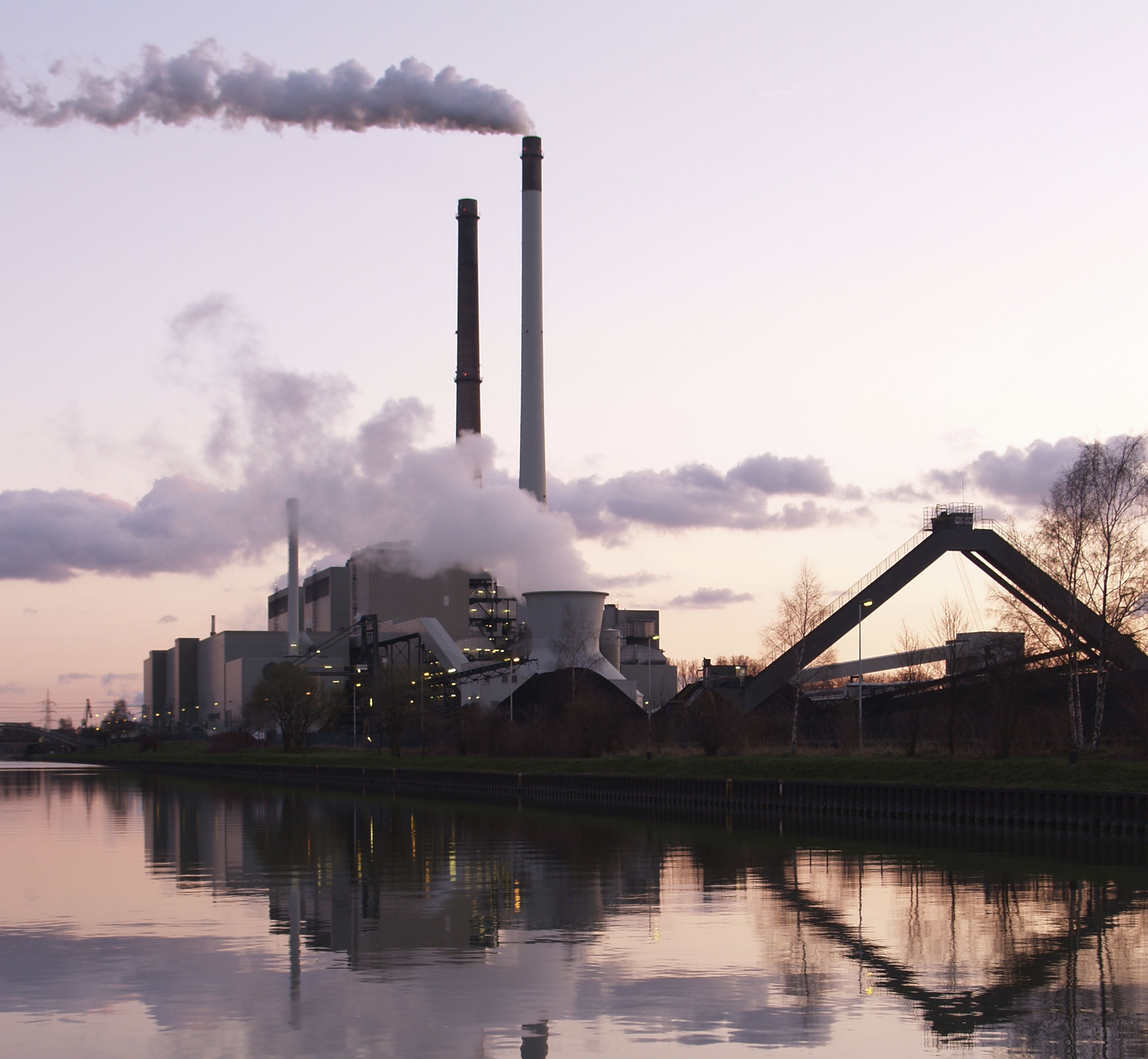
Kohlekraftwerk in Datteln: Durch den Emissionshandel wird Kohle weniger wettbewerbsfähig gegenüber CO_{2}-freien Energieträgern.

Der Emissionsrechtehandel, Emissionshandel oder Handel mit Emissionszertifikaten, ist ein marktbasiertes Instrument der Umweltpolitik zur Bekämpfung von Umweltverschmutzung. Dabei werden ökonomische Anreize zur Reduktion von Schadstoffemissionen geschaffen. Emissionshandelssysteme für CO2 und andere Treibhausgase werden als Form der CO2-Bepreisung in der Europäischen Union, China und anderen Ländern als wichtiges Instrument zur Eindämmung des Klimawandels eingesetzt.
In einem Emissionshandelssystem verteilt oder verkauft eine zentrale Behörde eine begrenzte Anzahl von Zertifikaten, die zur Emission einer bestimmten Menge eines Schadstoffs über einen definierten Zeitraum berechtigen. Verursacher von Emissionen müssen am Ende des Zeitraums Zertifikate in Höhe ihrer Emissionen abgeben. Dazu müssen sie von der Behörde oder anderen Verursachern ausreichend Zertifikate erhalten bzw. zukaufen. Überschüssige Zertifikate können sie an andere Verursacher verkaufen.
Der Emissionshandel ist eine marktbasierte Form der Umweltregulierung, die es ermöglicht, dezentral zu entscheiden, wie Emissionen am kosteneffektivsten eingespart werden können. Der Weltklimarat IPCC hält in seinem Sechsten Sachstandsbericht fest, dass mit Stand 2020 mehr als 20 % der globalen Treibhausgasemissionen durch Kohlenstoffsteuern oder Emissionshandelssysteme abgedeckt waren, Erfassungsgrad und Preise jedoch nicht ausreichten, um starke Emissions-Reduktionen herbeizuführen. Demnach haben Kohlenstoffbepreisungsinstrumente dort, wo sie eingesetzt wurden, zwar Anreize für kostengünstige Emissionsminderungsmaßnahmen geschaffen. Jedoch seien diese im Bewertungszeitraum ohne ergänzende Maßnahmen und bei den vorherrschenden Preisen weniger wirksam gewesen, um auch kostspieligere Maßnahmen zu fördern, die für weitere Reduzierungen ebenfalls erforderlich sind.

## Definition
Der Emissionsrechtehandel ist ein umweltpolitisches Instrument zur Reduktion von Schadstoffemissionen. Er wird zu den marktbasierten Instrumenten der Umweltpolitik gezählt. Marktwirtschaftliche Instrumente können in Preis- und Mengenlösungen unterschieden werden (→ Preis-Standard-Ansatz). 
Zu den preisbasierten zählen Umweltsteuern (z. B. die Pigou-Steuer oder die Ökosteuer). Der Beitrag der Steuern zur Preisentwicklung ist für die Marktteilnehmer im Idealfall langfristig vorhersehbar. Grundproblem bei diesen Instrumenten ist, dass die Lenkungswirkung im Hinblick auf das Umweltziel schwer vorauszusagen ist. Eine zu niedrige Steuer verpasst das Umweltziel, eine zu hohe führt zu unnötig hohen Vermeidungsaufwänden.
Der Emissionsrechtehandel wird hingegen zu den Mengenlösungen gezählt, weil die Regierung hier eine konkrete Höchstmenge an Emissionen für einen bestimmten Zeitraum vorgibt. Dadurch entfällt die problematische Festlegung der Höhe eines Steuersatzes, und der Gesetzgeber kann das Umweltziel direkt beeinflussen. Man spricht daher auch von einer hohen ökologischen Treffsicherheit des Emissionsrechtehandels. Jedoch sind die Preisentwicklung und damit die Belastung von Unternehmen und Verbrauchern schwierig zu prognostizieren.
Zu unterscheiden ist dieses Instrument von Systemen des freiwilligen Erwerbs von CO2-Zertifikaten, z. B. im Rahmen von Klimakompensation.

### Cap-and-Trade
Cap-and-Trade ist die verbreitetste Form des Emissionsrechtehandels. Der Staat legt eine Gesamtmenge der Emissionen fest (Cap). Emissionszertifikate in Höhe dieser Gesamtmenge werden in den Markt gebracht, indem sie versteigert oder Verursachern von Emissionen zugeteilt werden. Am Ende eines zuvor definierten Zeitraums müssen die teilnehmenden Verursacher Zertifikate in Höhe ihrer Emissionen abgeben. Sie können Zertifikate auf einem Markt zukaufen oder verkaufen.

### Crediting-Mechanismus
Davon zu unterscheiden ist der seltener umgesetzte Crediting-Mechanismus, auch baseline-and-credit, bei dem der Staat zunächst für jedes einzelne Unternehmen eine Emissionsmenge festlegt (baseline). Verursacher von Emissionen können Zertifikate, sogenannte Credits, generieren, indem sie ihre Emissionen unter ihr zuvor definiertes Basis-Niveau senken. Solche Gutschriften können dann von anderen Verursachern gekauft werden, die ihre staatlich definierte Höchstgrenze an Emissionen überschreiten.

## Grundlagen
Der Emissionshandel stellt eine marktbasierte Lösung für Umweltverschmutzung dar. Umweltverschmutzung ist ein Paradebeispiel für eine Externalität. Eine negative Externalität ist eine schädliche Folge einer Aktivität eines ökonomischen Akteurs, z. B. eines Unternehmens, welche nicht in den Marktpreisen berücksichtigt wird. Der Emissionshandel zielt darauf ab, diese externen Kosten in die Preisbildung des Marktes zu integrieren.
Das wesentliche Ziel des Emissionshandels besteht darin, die Kosten für das Erreichen eines festgelegten Emissionsziels zu minimieren. In einem Emissionshandelssystem legt der Staat eine Höchstmenge für Emissionen fest und gibt Zertifikate aus, die zur Emission bis zu dieser Höchstmenge berechtigen. Wenn der Emissionshandel etabliert ist, entspricht die erfolgte Gesamtemission höchstens der zuvor festgelegten Gesamtmenge der Zertifikate. Da die Zertifikate gekauft und verkauft werden können, kann ein Teilnehmer zwischen drei Optionen wählen:
1. Er kann seine Zertifikate verwenden, um die ihm zustehenden Emissionen zu verursachen.
2. Er kann seine Emissionen reduzieren und die überschüssigen Zertifikate verkaufen.
3. Er kann mehr Emissionen verursachen als seine Zertifikate zulassen, muss dafür aber weitere Zertifikate von anderen Teilnehmern zukaufen.

Im Ergebnis zahlt der Käufer von Zertifikaten für seine Umweltverschmutzung, während der Verkäufer eine Belohnung für die Reduzierung seiner Emissionen erhält.
Wird z. B. für eine bestimmte Region eine Obergrenze von 100 Millionen Tonnen Kohlenstoffdioxid innerhalb eines Jahres festgelegt, so werden Zertifikate ausgegeben, die insgesamt zur Emission von 100 Millionen Tonnen Kohlenstoffdioxid berechtigen. Diese Obergrenze kann in den folgenden Jahren schrittweise gesenkt werden. Da diese Zertifikate frei handelbar sind, wird deren Preis durch Angebot und Nachfrage bestimmt. Emissionen, die ohne Zertifikate erfolgen, werden mit einer Strafe belegt; zudem müssen die fehlenden Zertifikate nachgeliefert werden.
Der entscheidende Vorteil dieser marktorientierten Lösung besteht darin, dass nicht jeder Akteur die gleiche Menge an Verschmutzung einsparen muss. Ausschlaggebend ist nur das Gesamtergebnis aller Akteure. Es besteht ein Anreiz für diejenigen Akteure, denen die Einsparung besonders leicht fällt (welche die geringsten Reduktionskosten haben), ihre Emissionen am stärksten zu reduzieren. Oder anders ausgedrückt: Es können durch den Handel diejenigen Akteure mit den geringsten Reduktionskosten die Emissionsreduktion jener Betriebe übernehmen, für welche die Reduktion sehr teuer wäre. Im Ergebnis bedeutet dies, dass unter der Annahme vollständiger Konkurrenz eine gewünschte Reduktionsmenge kosteneffizient erzielt werden kann (ökonomisches Minimalprinzip). Der Emissionshandel ist dabei aus Sicht der ökonomischen Theorie ebenso kosteneffizient wie eine Umweltabgabe. Er ist in der Regel deutlich effizienter als ordnungsrechtliche oder planerische Instrumente der Umweltpolitik, denn der Staat hat in der Regel nicht die notwendigen Informationen über Vermeidungskosten der Unternehmen, um ordnungsrechtliche Eingriffe in optimaler Höhe vorzunehmen. Im Fall des Emissionshandels benötigt er diese Informationen nicht.
Durch den Emissionsrechtehandel können die Marktpreise für bestimmte Produkte steigen. Dadurch erhalten Konsumenten und Unternehmen Preissignale zum sparsamen Umgang mit umweltschädigenden Produkten.

## Geschichte
Die Grundidee für den Emissionsrechtehandel hatte 1966 Thomas Crocker. Er argumentierte, dass Selbstorganisation durch Handel zu den besten Resultaten für alle Akteure führen würde. J. H. Dales schlug in seinem Buch Pollution, Property and Prices vor, einen Markt für Verschmutzungsrechte einzurichten, um Gewässerverschmutzung durch Industrieabwässer zu begrenzen.
Der Emissionsrechtehandel wurde erstmals als Instrument der Umweltpolitik zwischen 1967 und 1970 für die US-amerikanische National Air Pollution Control Administration (Vorgängerin des Office of Air and Radiation der Environmental Protection Agency) von Ellison Burton und William Sanjour untersucht. Dabei kamen eine Reihe von mikroökonomischen Computersimulationen zum Einsatz. Es wurden mathematische Modelle von Emissionen in mehreren US-amerikanischen Städten gebildet und untersucht, welche Maßnahmen effektiv und effizient zu einer Reduktion von schädlichen Emissionen beitragen können. Jede Studie zeigte, dass der Emissionsrechtehandel konventionellen Strategien zur Reduktion von Emissionen überlegen war. Dies zeigte sich besonders hinsichtlich der Kosteneffizienz und Effektivität der Maßnahme.
Sanjour fuhr zusammen mit Edward H. Pechan fort, diese Computermodelle bei der neu geschaffenen Environmental Protection Agency zu verbessern und weiterzuentwickeln. Die Agentur befürwortete in ihrem Jahresbericht 1972 an den Kongress der Vereinigten Staaten den Emissionshandel als effektives und effizientes Instrument.
Die Entwicklung des Emissionshandels im Laufe der Geschichte lässt sich in vier Phasen einteilen:
1. Grundlagen: Theoretische Vorbereitung des Emissionshandels durch Coase,[27] Crocker,[28] Dales,[29] Montgomery[30] und andere.
2. Grundsatznachweis (proof of principle): Erste Entwicklungen zum Handel mit Emissionszertifikaten basierend auf einem „Offset-Mechanismus“, der im US-amerikanischen Clean Air Act von 1977 aufgenommen wurde. Ein Unternehmen konnte nach dem Gesetz eine höhere Emissionsmenge erhalten, wenn es einem anderen Unternehmen die Reduzierung der gleichen Schadstoffmenge bezahlte.[31]
3. Prototyp: Start eines ersten Emissionshandelssystems im Rahmen des US-amerikanischen Acid Rain Program in Title IV-A[32] des Clean Air Act von 1990.
4. Regimebildung: Ausdehnung des Emissionshandels von der US-Umweltpolitik zur globalen Klimapolitik und von dort zur Europäischen Union, verbunden mit der Erwartung eines entstehenden globalen CO2-Marktes und der Entwicklung einer CO2-freien Wirtschaft.[3]

## Allokation
Die Allokation der Zertifikate kann grundsätzlich in zwei Formen erfolgen:
- Zuteilung durch die Regierung (grandfathering) sowie
- Versteigerung (auctioning).

Bei der Zuteilung durch die Regierung wird politisch festgelegt, wer wie viele Zertifikate erhält. Diese Form der Ausgabe realisiert einen Bestandsschutz: Unternehmen werden nicht einem Preisschock ausgesetzt, indem sie von einem Tag auf den anderen für einen neuen Produktionsfaktor zahlen müssen. Orientiert sich die Anzahl zugeteilter Zertifikate an der Emissionshöhe vor der Zuteilung, dann besteht für Unternehmen jedoch kein Anreiz, noch vor Zuteilung ihre Emissionen zu vermindern, sondern im Gegenteil besonders viel zu emittieren. Außerdem besteht das Risiko, dass politisch einflussreiche Interessengruppen begünstigt werden.
Es können auch andere Kriterien zur Zuteilung herangezogen werden. So können zum Beispiel im Rahmen eines internationalen Emissionsrechtehandels, bei dem es darum geht, Berechtigungen für Schadstoffemissionen mit globalen Auswirkungen (zum Beispiel Treibhausgase) auf die teilnehmenden Staaten zu verteilen, die Zertifikate entsprechend der Einwohnerzahl zugeteilt werden. Staaten mit einem hohen Pro-Kopf-Verbrauch an fossiler Energie müssten dann Zertifikate bei Staaten mit geringem Energieverbrauch nachkaufen. Wirtschaftlich schwach entwickelte Staaten, die in der Regel einen verhältnismäßig geringen Energieverbrauch haben, können so zusätzliche Einnahmen erzielen. Diese Ausgabeform ist aufkommensneutral.
Gibt es keine objektiven Kriterien für eine Zuteilung durch die Regierung, ist es sinnvoll, die Zertifikate zu versteigern. Die Zertifikate werden voraussichtlich bereits bei der Erstauktion an die Unternehmen gehen, die damit den höchsten Nutzen erzielen, da diese in der Regel bereit sind den höchsten Preis zu zahlen. Der Staat generiert mit der Auktion zusätzliche Einnahmen und kann diese einsetzen, um zum Beispiel aus steigenden Preisen herrührende soziale Härten oder Nachteile im internationalen Wettbewerb auszugleichen oder um den Produktionsfaktor Arbeit zu entlasten. Dadurch sind weitere Effizienzsteigerungen möglich.
Sowohl für die Versteigerung als auch für den Handel bieten sich als Marktmechanismus z. B. Börsen an. Damit einher geht freilich, dass auch spekulative Geschäfte möglich werden.
In der Bundesrepublik Deutschland ist die Deutsche Emissionshandelsstelle zuständig für den Verkauf und die Zuteilung von Zertifikaten.

## Emissionshandelssysteme

### Umgesetzte Handelssysteme (Auswahl)

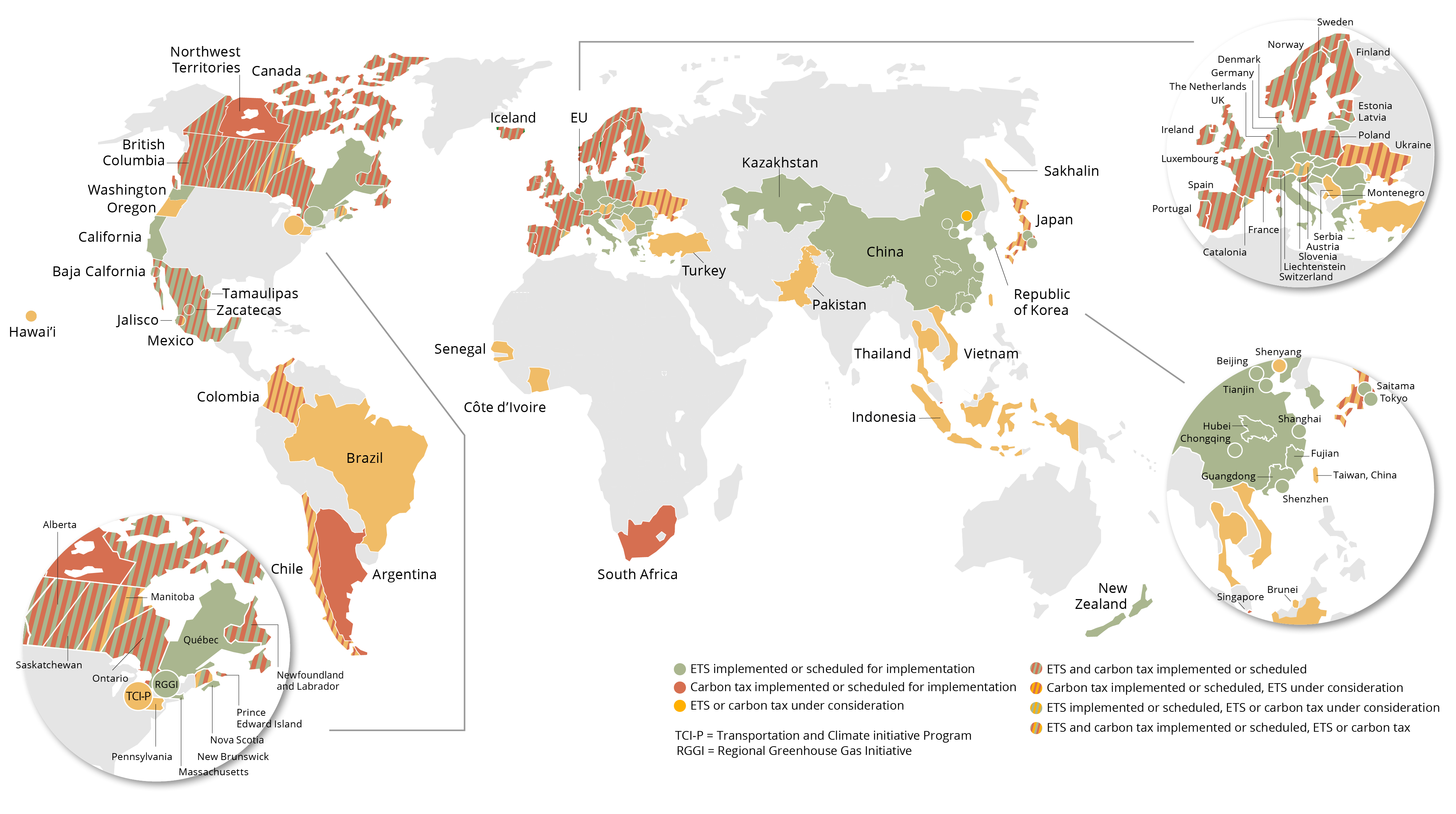
Emissionshandel und Kohlenstoffsteuern weltweit (2021)
CO_{2}-Emissionshandel eingeführt oder geplant
CO_{2}-Steuer eingeführt oder geplant
CO_{2}-Emissionshandel oder CO_{2}-Steuer erwogen

- In den USA wurde Mitte der 1990er Jahre unter dem Acid Rain Program ein Handelssystem für den Schwefeldioxid-(SO2)-Ausstoß eingerichtet.[38] Dies war eines der wenigen Handelssysteme, die sich nicht auf Treibhausgase bezogen.
- Das Kyoto-Protokoll, ein am 11. Dezember 1997 beschlossenes Zusatzprotokoll zur Ausgestaltung der Klimarahmenkonvention (UNFCCC) der Vereinten Nationen mit dem Ziel des Klimaschutzes, enthält als wesentliches „flexibles“ Instrument einen Handel mit Emissionsrechten zwischen Staaten. Im Kyoto-Protokoll wurden neben Kohlenstoffdioxid als Referenzwert auch Methan, Distickstoffmonoxid und weitere Treibhausgase mit ihren jeweiligen Treibhauspotentialen[39] aufgenommen. Der Anteil der anthropogenen Treibhausgasemissionen von beispielsweise Methan betrug 2004 14,3 %.[40]
- Mit Entscheidung vom 25. April 2002 hat der Europäische Rat das Kyoto-Protokoll genehmigt.[41] In der Europäischen Union ist der mit der Emissionshandelsrichtlinie (EHS-Richtlinie) vom 13. Oktober 2003 eingerichtete und seit 2005 durchgeführte EU-Emissionshandel ein wichtiges Instrument, um Klimaschutzziele der EU im Strom- und Industriesektor zu erreichen. Somit gab es zu Beginn der ersten Verpflichtungsperiode des Kyoto-Protokolls im Jahr 2005 zwei große Handelssysteme für Treibhausgase: Neben dem im Kyoto-Protokoll vereinbarten bilateralen Handel zwischen Annex-I-Staaten (siehe oben) weiterhin den EU-Emissionshandel für Unternehmen innerhalb Europas. Er war das weltweit erste multinationale Emissionsrechtehandelssystem und auch als Vorreiter eines möglichen weltweiten Systems (siehe International Carbon Action Partnership) gedacht.[42]
- In Dänemark (2000–2003)[43] und in Großbritannien mit dem UK ETS (2002–2006)[44] wurden für einige Jahre kleinere Handelssysteme etabliert, ehe sie vom EU-Emissionshandel abgelöst wurden.
- In New South Wales, einem Bundesstaat Australiens, wurde 2003 das NSW Greenhouse Gas Reduction Scheme (GGAS) etabliert, ein verpflichtendes Handelssystem für Stromerzeuger und Industriebetriebe, das vor allem mit Aufforstungsprojekten arbeitet. Es endete 2012.[45]
- In Deutschland wurde mit dem Treibhausgas-Emissionshandelsgesetz von 2004 die EHS-Richtlinie umgesetzt und mit dem Brennstoffemissionshandelsgesetz (BEHG) ab dem Jahr 2021 ein nationales Emissionshandelssystem für die Sektoren Wärme und Verkehr eingeführt, die nicht vom EU-Emissionshandel erfasst sind (§ 1 BEHG).
- Das Emissionshandelssystem der Schweiz – seit 2008 eingerichtet – ist das kleinste weltweit und orientiert sich am EU-Emissionshandel. Im Jahr 2020 wurden das Schweizer Emissionshandelssystem und das der EU miteinander verknüpft.[46]
- In Neuseeland wurde im September 2008 ein Gesetz zur Einführung eines Handelssystems beschlossen, das als weltweit erstes System die Landwirtschaft mit abdeckt.[47][48]
- In der japanischen Präfektur Tokio gilt seit Beginn des Fiskaljahres 2010 (1. April) ein verbindliches Emissionsrechtesystem für Industrie und Büros. Der eigentliche Handel und die Sanktionierung von zu hohen Emissionen begannen im Frühjahr 2011.[49] Die Einführung eines landesweiten Systems scheiterte 2013.[50]
- In Österreich schuf das Emissionszertifikategesetz 2011 ein System für den Handel mit Treibhausgasemissionszertifikaten.
- Im Rahmen der nordamerikanischen Wester Climate Initiative (WCI) verknüpften 2014 der US-Bundesstaat Kalifornien und die kanadischen Provinz Quebec ihre Emissionshandelssysteme. Die kanadische Provinz Ontario kam 2018 hinzu.[51]
- In den USA und Kanada gibt es zudem mehrere freiwillige Handelssysteme auf Firmen- oder Anlagenbasis. Die Chicago Climate Exchange (CCX) ist ein seit 2003 funktionierendes freiwilliges Handelssystem aus den USA, bei dem sich 350 meist große Firmen, Universitäten und Verbände verpflichtet haben, ihre gemeinsamen Treibhausemissionen um 6 % zu senken. Gesenkt wird oft durch große kompensatorische Aufforstungsprojekte in den USA und Brasilien.
- Bis 2017 gab es 21 verschiedene Handelssysteme (umgesetzt oder in Planung) in 35 Staaten oder Bundesstaaten/Provinzen.[52]

### Aktueller Stand
Derzeit (Stand 2025) gibt es 36 in Kraft getretene, 14 in Entwicklung und 8 in Planung befindliche Emissionshandelssysteme in insgesamt 29 Staaten sowie in der EU.

### Ausblick
Im Rahmen des Fit-for-55-Paketes der EU soll ein neuer EU-Emissionshandel für Gebäude und Straßenverkehr geschaffen werden (EU-ETS 2), der ab 2027 die Emissionen dieser beiden Sektoren erfasst. Es ist vorgesehen, diese beiden Märkte (den EU-ETS 1 und den EU-ETS 2) eventuell später miteinander zu verbinden.
Um auch die Emissionen der privaten Verbraucher zu erfassen, werden unter dem Stichwort „Personal carbon trading“ weitere Systeme diskutiert, jedoch nicht im Rahmen des EU-ETS.

## Linking
Verschiedene regionale Emissionshandelssysteme können sich verknüpfen (englisch linking), indem sie Emissionsgutschriften des anderen Systems für ihre Reduktionsverpflichtungen anerkennen. Dieses Verknüpfen von Emissionshandelssystemen schafft einen größeren Kohlenstoffmarkt; insgesamt kann es Kosten reduzieren und die Liquidität und Stabilität des Marktes verbessern. Wenn es bestehende Steuern oder Subventionen gibt oder Akteure Marktmacht ausüben, kann die Wirksamkeit der Handelssystemverknüpfung sinken, sie kann sich sogar unter Umständen in das Gegenteil verkehren (Theorie des Zweitbesten).
Die Verknüpfung hat auch einen symbolischen Wert, da sie eine gemeinsame Anstrengung zur Reduzierung von Treibhausgasen demonstriert. Einige Autoren argumentieren, dass das Verknüpfen ein Startpunkt für die Entwicklung einer neuen internationalen „Bottom–up“-Klimapolitikarchitektur sein kann, indem verschiedene Einzelsysteme sich weltweit zusammenschließen.
Elemente eines Handelssystems können sich „ansteckend“ auf andere auswirken: Ein Höchstpreis in einem System greift auch in jedem verknüpften, selbst wenn dort keiner vorgesehen ist. Preisschocks in einem der beteiligten Märkte wirken sich nach der Verknüpfung auch in anderen Märkten aus. Die „Qualität“ der Emissionsrechte kann sinken. Zum Beispiel kamen nach dem Zusammenschluss des europäischen Emissionshandelssystems mit dem Offset-Markt aus dem Clean Development Mechanism Zertifikate aus Projekten auf den Markt, die keine zusätzlichen Emissionsminderungen bewirkt hatten. Bei der Verknüpfung der Emissionshandelssysteme von Kalifornien und Québec 2014 importierte Québec auch Schlupflöcher des kalifornischen Systems. Daneben besteht aber die Chance, dass die Aussicht auf eine Verknüpfung dazu führt, schwache Handelssysteme zu verbessern, um sie an höhere Standards eines Partners anzugleichen.
Mit der Verknüpfung sinkt die Flexibilität der Partner. Einerseits trägt dies dazu bei, dass Unternehmen langfristige, stabile Erwartungen über künftige Emissionsreduktionen und Preise bilden. Andererseits besteht die Gefahr, dass sich Design-Fehler kaum noch beheben lassen, wenn die Partner sich nicht auf eine Reform einigen können. Einzelne Teilnehmer verlieren die Möglichkeit, unabhängig zu agieren, zum Beispiel indem sie bei ökonomischen Krisen das Verschieben von Emissionsrechten zwischen Handelsperioden zulassen.
Die International Carbon Action Partnership (ICAP) verbindet regionale, nationale und subnationale Regierungen und öffentliche Behörden aus der ganzen Welt, um wichtige Aspekte der Ausgestaltung von Emissionshandelssystemen und den Weg zu einem globalen Kohlenstoffmarkt zu diskutieren. Seit dem Start im Jahr 2007 sind bis 2021 insgesamt 32 nationale und subnationale Jurisdiktionen ICAP beigetreten.

## Vergleich
Der Emissionshandel ist das Lehrbuchbeispiel eines marktbasierten Instruments der Umweltpolitik. Andere marktbasierte Ansätze umfassen Umweltsteuern oder hybride Systeme aus Steuern und Emissionsrechtehandel. Alle marktbasierten Maßnahmen bewirken einen Preis für Umweltverschmutzung (zum Beispiel einen CO2-Preis) und bieten so einen ökonomischen Anreiz, die Umweltverschmutzung zu reduzieren, beginnend bei den günstigsten Möglichkeiten. Im Gegensatz dazu legt bei einem ordnungspolitischen Ansatz eine zentrale Behörde die Schadstoffwerte fest, die jede Anlage emittieren darf.

### Umweltsteuer
Umweltsteuern bewirken einen Preisaufschlag für die bei der Herstellung von Gütern und Dienstleistungen entstehende Verschmutzung. Zum Beispiel ist eine CO2-Steuer eine Steuer auf den Kohlenstoffgehalt fossiler Brennstoffe, die darauf abzielt, deren Verwendung zu verringern und dadurch die Kohlendioxidemissionen zu reduzieren. Umweltsteuern haben den Effekt, dass die Verbraucherpreise derjenigen Güter steigen, die mit hohen Emissionen verbunden sind, z. B. infolge der Nutzung fossiler Brennstoffe.
Eine Steuer ist eine Preislösung, während der Emissionshandel ein Instrument zur Mengenkontrolle ist. Das heißt, eine Steuer ist ein von den Behörden festgesetzter Einheitspreis für Verschmutzung, und der Markt bestimmt die emittierte Menge; beim Emissionshandel definieren die Behörden die Höchstgrenze der Verschmutzung, und der Markt findet den angemessenen Preis.

### Ordnungsrecht
Das Ordnungsrecht ist ein Regulierungssystem, das Emissionsgrenzwerte und Einhaltungsmethoden für jeden Verursacher vorschreibt. Es ist der traditionelle Ansatz zur Reduzierung der Umweltverschmutzung.
Ordnungsrechtliche Maßnahmen sind weniger flexibel als marktbasierte. Ein Beispiel für eine ordnungsrechtliche Maßnahme ist ein Effizienzstandard, der für jeden Verursacher von Emissionen ein festes Emissionsziel festlegt. Der Verursacher kann die Schadstoffreduzierung nicht auf andere Unternehmen abwälzen, die diese kostengünstiger erreichen können. Infolgedessen sind Effizienzstandards zumeist kostspieliger. Die Mehrkosten werden in der Regel an die Konsumenten weitergegeben.

## Rezeption
Es besteht ein breiter wissenschaftlicher Konsens unter Ökonomen, dass der Emissionshandel ein effektives und effizientes Instrument zur Reduktion von Emissionen ist.
In einer Umfrage unter amerikanischen Wirtschaftswissenschaftlern, die in Unternehmen, beim Staat und in Hochschulen tätig waren, stimmten um 1990 78 Prozent der Befragten der These zu, dass marktwirtschaftliche Instrumente wie Steuern und Emissionszertifikate einen besseren Ansatz für die Beschränkung von Emissionen bilden als die ordnungsrechtliche Festlegung von Schadstoffobergrenzen. Als positiv wurde bewertet, dass sich der Emissionsrechtehandel administrativ verhältnismäßig einfach abwickeln lasse und dennoch effizient sei. Ein Ziel werde vorgegeben und nicht der (möglicherweise ineffiziente) Weg zum Ziel festgelegt. Auf diese Weise entstehe technischer Fortschritt hin zur besten Lösung.
Der deutsche Sachverständigenrat für Umweltfragen sieht den Emissionsrechtehandel als mögliches zentrales Element einer langfristigen Klimaschutzstrategie. Die Attraktivität dieser Idee liege in der Einfachheit des Systems. Es werde lediglich ein globales Emissionsminderungsziel festgelegt, die einzelwirtschaftliche Steuerung werde dem Markt überlassen. Dadurch werde das politisch vorgegebene Umweltziel zu gesamtwirtschaftlich minimalen Kosten erreicht (sogenannte statische Effizienz). Im Gegensatz zu einzelwirtschaftlichen Standards gebe der Emissionsrechtehandel darüber hinaus einen ständigen Anreiz, durch Mengenanpassungen und technischen Fortschritt Emissionen zu reduzieren (sogenannte dynamische Effizienz). Der Sachverständigenrat kritisiert jedoch die konkrete gesetzliche Ausgestaltung der Emissionrechte-Allokation im Nationalen Allokationsplan I.
Laut dem Politologen Elmar Altvater ist der Emissionsrechtehandel eine „juristische Konstruktion“, wonach die Verschmutzung der Atmosphäre zu einem Recht erhoben wird; der Verzicht darauf zieht eine Inwertsetzung nach sich. Diese juristische Form der Inwertsetzung widerspreche der klassischen politischen Theorie, der zufolge die Arbeit den Erwerb von Eigentumsrechten ermögliche.
Hans-Werner Sinn vom Ifo Institut unterstützt die Forderung vieler Umweltökonomen nach einem weltweiten Handel mit Emissionszertifikaten für Kohlenstoffdioxid. Er weist jedoch darauf hin, dass die Einführung eines solchen Systems rasch und global abgestimmt erfolgen muss und sich alle Länder daran beteiligen müssen. Eine einseitige Vorgehensweise mit der Hoffnung, alle Länder irgendwann in das System einzubinden, wie sie derzeit von der EU verfolgt wird, könne aufgrund der Reaktion der Angebotsseite mit fortschreitender Zeit einen immer stärker werdenden komparativen Preissenkungseffekt erzeugen. Dies könne sogar zu einer Beschleunigung des weltweiten Schadstoffausstoßes führen.